# مديرية المخابرات الوطنية (كولومبيا)
مديرية المخابرات الوطنية (بالإسبانية: Dirección Nacional de Inteligencia)‏ ، ( DNI ) هي وكالة الاستخبارات الرئيسية في كولومبيا. وهي المنظمة التي خلفت إدارة الأمن الإداري (DAS) التي كلفت بتوفير الاستخبارات الداخلية والخارجية ، وإنفاذ القانون ومراقبة الهجرة. الوكالة مسؤولة فقط أمام رئيس كولومبيا ، ويقودها حاليًا الأدميرال المتقاعد ألفارو إشانديا دوران.
في نوفمبر 2011 ، أعلن الرئيس خوان مانويل سانتوس أنه سيحل إدارة الأمن الإداري بعد أن مرت الوكالة بفضائح مختلفة تشمل عملاء يتجسسون على سياسيين وقضاة. وبصرف النظر عن الفضائح ، تم تحفيز إنشائه من خلال الحاجة إلى تجديد أجهزة المخابرات ، ولامركزية السلطة بين مؤسسات الأمن والاستخبارات في كولومبيا. المديرية الحالية على عكس المنظمة السابقة DAS ، لا تشارك في أنشطة إنفاذ القانون ، ولا تتحكم في خدمات الحدود والهجرة. مهمتها الرئيسية هي الاستخبارات الداخلية والخارجية ، والاستخبارات المضادة. تم وضع رؤيتها الإستراتيجية في عام 2011 ، بهدف أن تصبح رائدة في إنتاج وتحليل الذكاء الاستراتيجي والاستخبارات المضادة في المجال الوطني والدولي بحلول عام 2019. كان أحد الجوانب العملية نحو تحقيق هذا الهدف هو تنويع مجموعة التوظيف الخاصة به من خلال توفير المزيد من المسارات المهنية المهنية للأفراد الذين ليس لديهم خلفية عسكرية أو شرطة.